# 1,2,3... géant!
 (mars 2012).
Si vous disposez d'ouvrages ou d'articles de référence ou si vous connaissez des sites web de qualité traitant du thème abordé ici, merci de compléter l'article en donnant les références utiles à sa vérifiabilité et en les liant à la section « Notes et références ».
1, 2, 3… Géant! est une série télévisée québécoise pour les enfants de 2 à 5 ans en 195 épisodes de 22 minutes diffusée du 12 septembre 2011 au 6 décembre 2013 sur Télé-Québec et TFO.

## Distribution
- Mirianne Brûlé : Rose
- Julien Bernier-Pelletier : Olivo
- Marilyn Castonguay : Mouline
- Sébastien René : Blou
- Guillaume Cyr : Jean-Jean
- Karine Lagueux : Mosa
- Martin Héroux : Ding Dong

## Fiche technique
- Créateurs : Félicia Cavalieri, Carmen Bourassa, Lucie Veillet
- Réalisateurs : France Bertrand, Stéphane Binet, Berge Kasparian, Johane Loranger, Pierre Lord
- Productrices : Lucie Veillet, Carmen Bourassa, Martine Quinty
- Producteur exécutifs : Claude Veillet
- Société de production : Téléfiction